# Карлоу
Карлоу (енгл. Carlow, ир. Ceatharlach) је значајан град у Републици Ирској, у источном делу државе. Град је у саставу истоименог округа округа Карлоу и представља његово седиште и највећи град.

## Природни услови
Град Карлоу се налази у источном делу ирског острва и Републике Ирске и припада покрајини Ленстер. Град је удаљен 90 километара југозападно од Даблина. 
Карлоу је смештен у бреговитом подручју источне Ирске. Град се развио на реци Бероу. Надморска висина средишњег дела града је 55 метара.
Клима: Клима у Карлоуу је умерено континентална са изразитим утицајем Атлантика и Голфске струје. Стога град одликује блага и веома променљива клима.

## Историја
Подручје Карлоуа било насељено већ у време праисторије. У раном средњем веку ово место је било свето и по предању ту се налази Манастир св. Малина, један од најзначајнијих манастира на острву у то време. Дато подручје је освојено од стране енглеских Нормана у крајем 12. века, али оно место није изгубило на значају. Ту је изграђен замак, у ком је у раздобљу 1361-1374. било седиште целе Ирске.
Током 16. и 17. века Карлоу је учествовао у бурним временима око борби за власт над Енглеском. Ово је оштетило градску привреду. Међутим, прави суноврат привреде града десио се средином 19. века у време ирске глади. Истовремено, град је био једно од средишта ирског народног препорода, темеља данашње ирске државе.
Карлоу је од 1921. г. у саставу Републике Ирске. Опоравак града започео је тек последњих деценија, када је Карлоу поново забележио нагли развој и раст.

## Становништво
Према последњим проценама из 2011. г. Карлоу је имао око 16 хиљада становника у граду и око 21 хиљаду у широј градској зони. Последњих година број становника у граду се повећава.

## Привреда
Карлоу је био традиционално занатско и трговачко средиште. Последњих деценија градска привреда се махом заснива на пословању, трговини, услугама и развоју хај-тек индустрије (електронска, медицинска и зуботехничка помагала).

## Збирка слика
- Дрво слободе
- Саборна црква Карлоуа
- Остаци Карлоувског замка
- Градска пешачка зона